# 3,5-Dimethyl-1-hexin-3-ol
3,5-Dimethyl-1-hexin-3-ol (Surfynol 61) ist ein nichtionisches Tensid. Es wird als Schaumhemmer, Netzmittel und in vielen Reinigern, z. B. als Siliziumscheibenreiniger verwendet. Surfynol 61 ist leichtflüchtig mit einer Flüchtigkeitszahl von 0,44 in Bezug auf Butylacetat.
Surfynol 61 enthält ein stereogenes Zentrum. Das technische Produkt ist ein  1:1-Gemisch (Racemat) von zwei Stereoisomeren: (R)-3,5-Dimethyl-1-hexin-3-ol und (S)-3,5-Dimethyl-1-hexin-3-ol.